# Jean-Baptiste Gramaye
Jean-Baptiste Gramaye ou Grammaye, né à Anvers en 1579 et qui serait mort à Lübeck en Allemagne du Nord en 1635, connu dans la République des Lettres sous le nom de Joannes-Baptista Gramayus, est un historien, diplomate et géographe brabançon de langue latine. Il fut professeur à l'université de Louvain.

## Biographie
Jean-Baptiste Gramaye, baptisé à Anvers, en l'église Saint-Jacques le 29 avril 1579, est le fils de Thomas Gramaye, écuyer, d'abord commissaire aux vivres sous l'empereur Charles et provededor de l'Armada à Amsterdam sous son fils Philippe, puis président de la Chambre des comptes du duché de Gueldre, et de sa troisième épouse Anne Gillis. Thomas Gramaye, père de Jean Baptiste, fut ruiné du fait des guerres, en 1571 et 1572 notamment, fut même emprisonné durant trois ans, et fut banni de la Gueldre. Il mourut vers 1600, dans un état proche de la misère et le procès qu'il menait pour récupérer son principal bien situé à Groeninghe, en Hollande, n'était pas encore terminé en 1618. Anne Gillis, avec ses enfants, et sans grandes ressources, envoya une requête aux Archiducs Albert et Elisabeth en 1605 mentionnant ses malheurs, et obtint le 2 juin 1606 la somme de 300 livres. Elle mourut le 18 janvier 1620 et fut inhumée à Notre-Dame des Victoires au Sablon à Bruxelles.
Jean Baptiste était le petit-fils de Thomas Grammaye (-1535), conseiller et maître général des Monnaies de l'empereur Charles, et de sa seconde épouse Catherine Pels. Pour le côté maternel, Jean Baptiste était le petit-enfant de Jean Gillis, qui fut conseiller au Conseil de Gueldre, et de Marguerite Moys.   
Jean Baptiste reçut sa première éducation au gymnase latin de Cologne et continua ses études à l'université de Louvain où il acquit le grade de magister artium et devint licencié dans les deux droits.
Outre le cumul de nombreuses prébendes ecclésiastiques qui lui procuraient un haut revenu et un grand train de vie (chanoine de Saint-Pierre à Louvain, prévôt de l'église Sainte-Walburge à Arnhem, archidiacre d'Utrecht), il fut également nommé historiographe des archiducs Albert et Isabelle, quasi souverains des Pays-Bas du sud. Il publia ainsi une série de monographies sur les villes et principautés de cette région, travaux de compilation de valeur très inégale.
Personnalité qui parlait d'égal à égal avec les grands humanistes européens, il fut utilisé par les archiducs pour remplir des missions diplomatiques à travers l'Europe.
Comme son compatriote Nicolas Clénard, il voyagea ainsi jusqu'en Afrique ce qui lui valut le désagrément d'être retenu prisonnier chez les Barbaresques du 9 mai au 19 octobre 1619. Après sa libération contre rançon et son retour en sa patrie, il se consacra à la délivrance de ses compagnons de captivité.
Gramaye publia le fameux Diarium, journal de sa captivité, l'Africa Illustrata, une monumentale histoire descriptive de l'Afrique, un ouvrage sur les langues de l'univers et les divers systèmes d'écriture connus, ainsi qu'un curieux recueil polyglotte avec 107 versions du Pater Noster.
Un auteur comme Victor Fris accuse Gramaye d'avoir puisé trop largement son inspiration dans l'œuvre de Iacobus Meyerus (1491-1552), auteur des Flandricarum rerum tomi X paru en 1531 à Anvers et à Bruges, du moins en ce qui concerne ses compilations sur la Flandre.
D'après un auteur, Jean Baptiste Gramaye serait mort en 1635 à Lübeck, lors d'un voyage vers la Silésie, et il aurait été enterré dans la cathédrale de cette ville. Cependant, il ressort de recherches menées en cette ville en 1946 que l'on ne trouve aucune trace de ce décès à Lübeck, ni non plus un éventuel testament ni monument dans la cathédrale ou dans une autre église de la ville.    

## Publications
- Asia, sive historia universalis Asiaticarum gentium  et rerum domi forisque gestarum, Anvers, 1604, 722 p. ; réédition à Francfort en 1611 sous le titre Hypomnemata, sive Illustrium facta gentium asiaticarum.
- Gallo-Brabantia ad limitem Eburonicum ...., Bruxelles, 1606.
- Historia Brabantica, Louvain, J. Masius, 1606, 44 f.
- Antiquitates illustrissimi ducatus Brabantiae...., Bruxelles, 1606 à 1610.
- Historiae et antiquitatum urbis et provinciae Mechlinensis libri III, Bruxelles, 1607.
- Namurcum, in  quo breviter comitum series, gesta, decora... digesta, Anvers, 1607 (ouvrage réédité sous diverses formes jusqu'en 1708).
- Historiae et antiquitatum urbis Cameracensis summa capita ex memoriis, Bruxelles, R. Velpius, 1608, II-40 p.
- Antiquitates illustrissimi ducatus Brabantiae, Bruxelles, Joannes Momartius, 1610.
- Rerum Flandricae primitiae, Lille, 1611.
- Brugae Flandrorum, sive Primitiae antiquitatum Brugensium, Louvain, J. Dormalius, 1611, 67 p.
- Diarium rerum Argelae gestarum anno 1619 durante detentione Joannis Baptistae Gramayi, Douai, 1620. Il donna à ce livre une traduction française corrigée et augmentée:
- Les cruautés exercées sur les Chrétiens de la ville d'Alger en Barbarie, Paris, 1620.
- Africae illustratae libri decem, in quibus Barbaria gentesque ejus ut olim et nunc describuntur, Tournai, A. Quinque, 1622.